# Frederik Carl Gutfeld
Frederik Carl Gutfeld, född den 9 oktober 1761 i Bevtoft i Nordslesvig, död den 9 januari 1823 i Köpenhamn, var en dansk präst.
Gutfeld blev student 1781, cand. theol. 1784. År 1790 blev han präst i Hørsholm, 1796 i Korsør, 1800 i Asminderød, där han 1807 tillika blev prost; 1811 blev han Holmens prost i Köpenhamn, och 1818 fick han rang med biskopar.
Gutfeld var rationalist ut i fingerspetsarna och i besittning av en överväldigande blomstrande vältalighet, som samlade många, särskilt kvinnor, omkring hans predikstol; han förstod att underhålla både i kyrkan och i sällskapslivet, både som talare, poet och prosaist, så han hade många vänner, bland andra K.L. Rahbek.
Carl Rosenberg avger i Nordisk Familjebok följande omdöme: "Hans predikningar, som i ett affekteradt blomsterspråk gåfvo ett krasst rationalistiskt innehåll och oupphörligen angrepo den kristna tron som gammal fördom, gjorde på sin tid stor lycka samt tillhörde de tidens tecken, som kallade Mynster och Grundtvig till strid för tron."

## Utmärkelser
- Riddare av Dannebrogorden,  1811[1]
- Dannebrogsmännens hederstecken,  1817[1]

[Redigera Wikidata]